# Eierstich

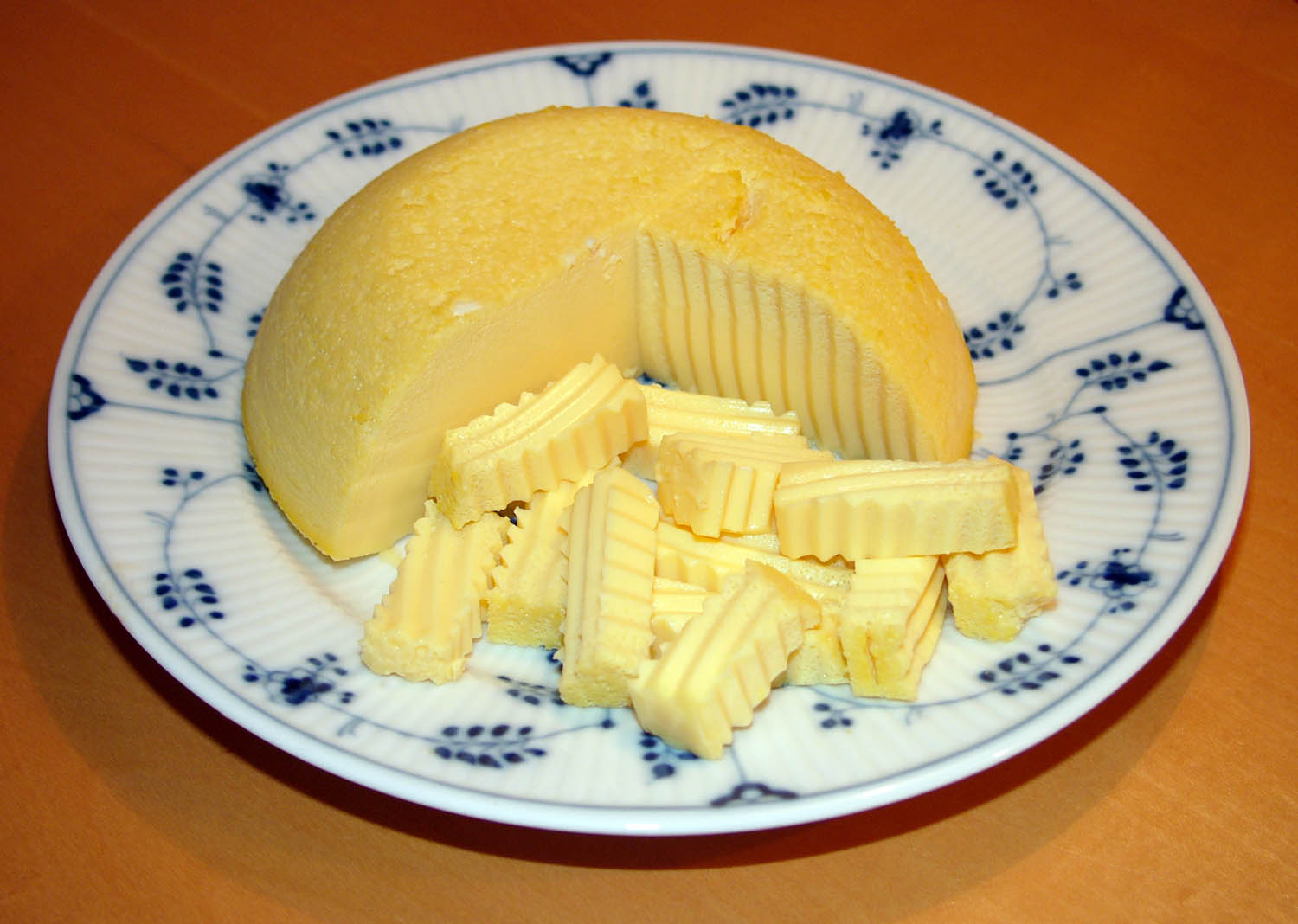
Eierstich

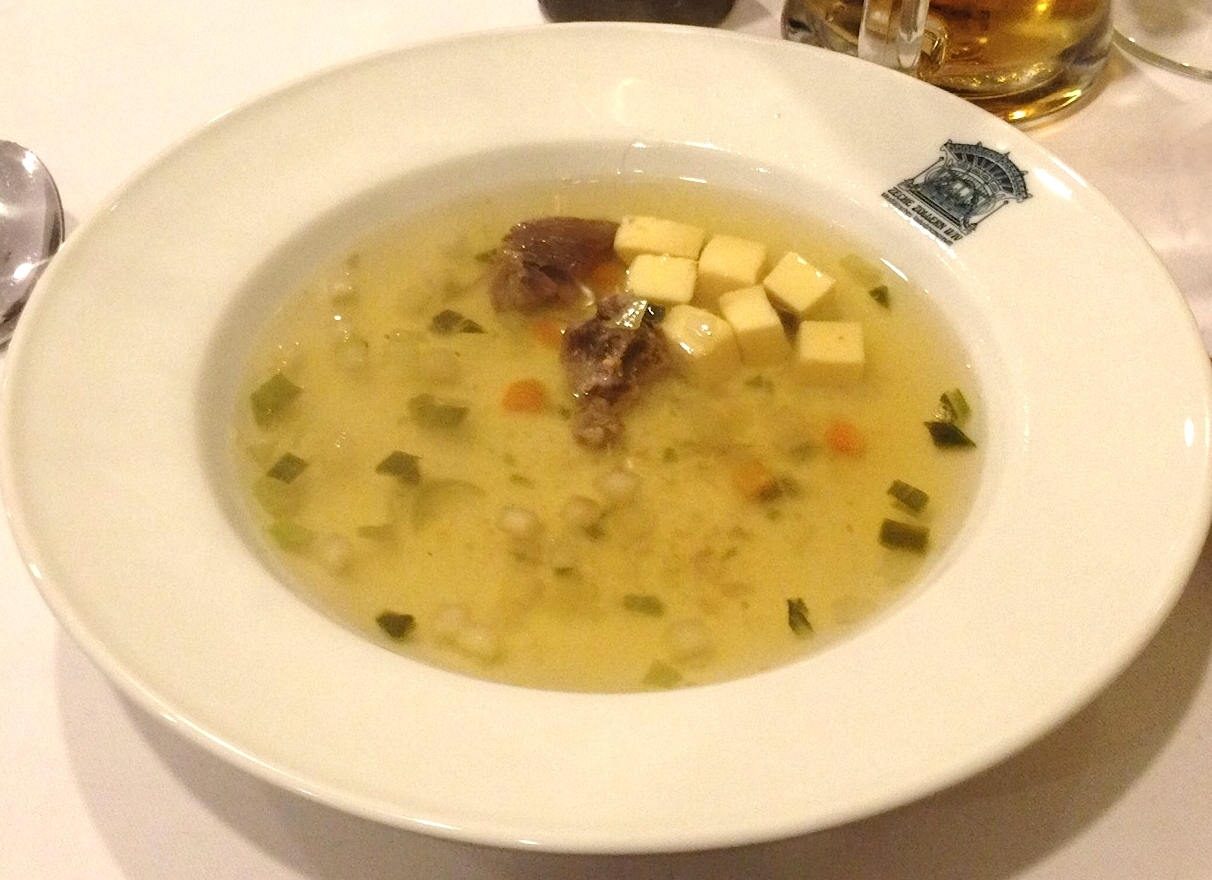
Ein Teller klare Rindfleischsuppe, mit Eierstich-Würfeln als Einlage

Eierstich (Stich, möglicherweise von stocken) ist eine Suppeneinlage aus gestocktem Ei, die meist in klaren Suppen serviert wird. Er ist wesentlicher Bestandteil der traditionellen Hochzeitssuppe und der Kaisersuppe.
Zur Zubereitung werden zunächst Eier (oder eine Mischung aus Eiern und Eidottern im Verhältnis 2:1) gut verrührt, mit heißer (oder kalter) Milch oder Fleischbrühe vermischt und mit Salz und geriebener Muskatnuss gewürzt. Die Flüssigkeit wird in gebutterte Becherformen gegeben und bei mäßiger Temperatur im Wasserbad, im Backofen oder im Heißluftdämpfer bis zum Stocken gegart. Blasen im fertigen Produkt zeugen von einem zu starken Erhitzen. Nach dem Auskühlen wird die entstandene Masse in feine Scheiben oder Würfel geschnitten und nur noch kurz in der Suppe erwärmt.
Eierklößchen werden wie Eierstich zubereitet, jedoch werden aus der noch warmen, gestockten Masse mit einem Löffel Klößchen gestochen.
Royale (französisch für „königlich“) nennt man Eierstich, der mit Sahne anstelle von Milch oder Brühe zubereitet wird.
Für Varianten des klassischen Eierstichs können weitere Zutaten püriert hinzugegeben werden, wie z. B. Artischocken, Erbsen oder Tomaten, Geflügelfleisch, Leber, Fisch oder Hummer.
Chawanmushi ist eine etwas weichere japanische Variante des Eierstichs, die in der Regel als Vorspeise gegessen wird.